# Schamil Kudijamagomedowitsch Kudijamagomedow
Schamil Kudijamagomedowitsch Kudijamagomedow (russisch Шамиль Кудиямагомедович Кудиямагомедов; * 9. Mai 1993 in Kisljar, Dagestan) ist ein russischer Ringer. Er wurde 2016 Europameister im freien Stil in der Gewichtsklasse bis 86 kg Körpergewicht.

## Werdegang
Schamil Kudijamagomedow wuchs in Kisljar auf und kam dort zum Ringen. Sein großes Talent wurde früh erkannt und er wechselte bereits mit 15 Jahren nach Machatschkala. Er gehört dem Ringerclub Gamidow Machatschkala an und wird seit 2008 von Anwar Magomedgadschijew trainiert. Er ringt ausschließlich im freien Stil. Bei einer Größe von 1,78 Metern steht der dunkelhaarige kräftige Athlet im Mittelgewicht.
Sein Debüt auf der internationalen Ringermatte gab er bei der Junioren-Europameisterschaft 2012 in Pattaya. Er belegte dort im Mittelgewicht hinter Mohammasjavad Ebrahimizivlaei aus dem Iran und dem US-Amerikaner Pat Downey den 3. Platz und gewann damit seine erste internationale Medaille.
Bei der russischen Meisterschaft 2013 besiegte sorgte er im Finale des Mittelgewichts den zweifachen Europameister Ansor Urischew und wurde damit russischer Meister. Danach ging er bei der Universiade in Kasan an den Start und belegte im Mittelgewicht den 2. Platz, wobei er im Endkampf gegen Gheorghiță Ștefan aus Rumänien verlor. Er bekam trotzdem die Chance, im September 2013 in Budapest bei der Weltmeisterschaft an den Start zu gehen. Er besiegte dort in seinem ersten Kampf den Brasilianer Adrian Antoine Jaoude, verlor aber danach gegen Ehsan Lashgari aus dem Iran. Da dieser das Finale nicht erreichte, schied Schamil Kudijamagomedow aus und kam nur auf den 13. Platz.
Bei der russischen Meisterschaft 2014 wurde er im Finale der Gewichtsklasse bis 86 kg Körpergewicht von dem Senkrechtstarter Abdulraschid Sadulajew besiegt. Er kam deshalb in diesem Jahr zu keinem Einsatz bei einer internationalen Meisterschaft. Im Juli 2014 siegte er aber beim Golden-Grand-Prix in Baku in der gleichen Gewichtsklasse vor Ehsan Lashgari und Aleksandr Qostiyev aus Aserbaidschan.
Im März 2015 wurde Schamil Kudijamagomedow bei der erstmals ausgetragenen U 23-Europameisterschaft in Wałbrzych/Polen eingesetzt. Nach zwei gewonnenen Kämpfen verlor er dort im Halbfinale gegen Magomedhadschi Chatijew aus Aserbaidschan und sicherte sich danach mit einem Sieg über den Türken Fatih Erdin eine Bronzemedaille. Bei der russischen Meisterschaft 2015 verlor er im Finale wieder gegen Abdulraschid Sadulajew. Im Oktober 2015 siegte er in Mungyeong/Südkorea bei den Welt-Militär-Spielen in der Gewichtsklasse bis 86 kg vor Mohammasjavad Ebrahimizivlaei und Adilet Dawlumbajew aus Kasachstan.
Im Januar 2016 siegte er auch beim „Iwan-Yarigin“-Grand-Prix in Krasnojarsk in der Gewichtsklasse bis 86 kg vor seinen russischen Landsleuten Arsenali Musalalijew, Dauren Kuruglijew und Wladislaw Walijew und stellte damit die Weichen für ein erfolgreiches Olympiajahr 2016. Im März 2016 wurde Schamil Kudijamagomedow vom russischen Ringerverband bei der Europameisterschaft in Riga eingesetzt. Er besiegte dort in der Gewichtsklasse bis 86 kg Rene Matejov aus der Slowakei, Schamir Atjan aus Armenien, den Ex-Weltmeister Ibragim Aldatow aus der Ukraine, den er nach einer 11:0-Punkteführung vorzeitig von der Matte schickte und im Finale Aleksandr Qostiyev aus Aserbaidschan (6:2 Punktsieg). Damit wurde er Europameister 2016.

## Internationale Erfolge
| Jahr | Platz | Wettbewerb                                  | Gewichtsklasse | Ergebnisse |
| 2012 | 3.    | Junioren-WM in Pattaya                      | Mittel         | hinter Mohammasjavad Ebrahimizivlaei, Iran und Pat Downey, USA |
| 2012 | 1.    | Ali-Alijew-Turnier in Machatschkala         | Mittel         | vor Abdula Taimow und Abdulraschid Sadulajew, beide Russland |
| 2013 | 2.    | Universiade in Kasan                        | Mittel         | hinter Gheorghita Stefan, Rumänien und vor Piotr Ianulow, Moldawien und Mohammad Hossei Askari Mohammadian, Iran                                                                     |
| 2013 | 13.   | WM in Budapest                              | Mittel         | nach einem Sieg über Adrian Antoine Jaoude, Brasilien und einer Niederlage gegen Ehsan Lashgari, Iran                                                                                |
| 2013 | 1.    | Copa Brasil in Rio de Janeiro               | Mittel         | vor Jose Gabriel Mercado Estacio, Brasilien |
| 2014 | 2.    | Iwan-Yarigin-Grand-Prix in Krasnojarsk      | bis 86 kg      | hinter Abdulraschid Sadulajew und vor Georgi Rubajew und Ansor Urischew, alle Russland                                                                                               |
| 2014 | 1.    | Golden-Grand-Prix in Baku                   | bis 86 kg      | vor Ehsan Lashgari, Aleksandr Qostiyev, Aserbaidschan und Edward Lee Ruth, USA |
| 2014 | 1.    | Ramsin-Kadirow-Cup in Grosny                | bis 86 kg      | vor Achmed Magomajew, Achmed Magomedow und Albert Saritow, alle Russland |
| 2015 | 3.    | U 23-Europameisterschaft in Wałbrzych/Polen | bis 86 kg      | nach Siegen über Dominik Klaus Peter, Österreich und Vahe Tamrasjan, Armenien, einer Niederlage gegen Magomedhadschi Chatijew, Aserbaidschan und einem Sieg über Fatih Erdin, Türkei |
| 2015 | 3.    | Ali-Alijew-Turnier in Kaspisk               | bis 86 kg      | hinter Raschid Kurbanow, Usbekistan und Asamat Dauletbekow, Kasachstan |
| 2015 | 1.    | Militär-Welt-Spiele in Mungyeong/Südkorea   | bis 86 kg      | vor Mohammasjavad Ebrahimizivlaei, Adilet Dawlumbajew, Kasachstan und Uitumen Orgodol, Mongolei                                                                                      |
| 2016 | 1.    | Iwan-Yarigin-Grand-Prix in Krasnojarsk      | bis 86 kg      | vor Arsenali Musalalijew, Daren Kuruglijew und Wladislaw Walijew, alle Russland |
| 2016 | 1.    | EM in Riga                                  | bis 86 kg      | nach Siegen über Rene Matejov, Slowakei, Schamir Atjan, Armenien, Ibragim Aldatow, Ukraine und Aleksandr Qostiyev, Aserbaidschan                                                     |

## Russische Meisterschaften
| Jahr | Platz | Gewichtsklasse | Ergebnisse                                                          |
| 2013 | 1.    | Mittel         | vor Ansor Urischew, Soslan Kzojew und Achmed Magomedow              |
| 2014 | 2.    | bis 86 kg      | hinter Abdulraschid Sadulajew, vor Ansor Urischew und Soslan Kzojew |
| 2015 | 2.    | bis 86 kg      | hinter Abdulraschid Sadulajew, vor Ansor Urischew und Soslan Kzojew |

Erläuterungen
- alle Wettkämpfe im freien Stil
- Mittelgewicht, Gewichtsklasse bis 84 kg Körpergewicht (bis 31. Dezember 2013); seit 1. Januar 2014 gilt eine neue Gewichtsklasseneinteilung durch den Ringer-Weltverband UWW. Der früheren Mittelgewichtsklasse entspricht nunmehr die Gewichtsklasse bis 86 kg
- WM = Weltmeisterschaft, EM = Europameisterschaft